# Выползово (Меленковский район)
Выползово — деревня в Меленковском районе Владимирской области России, входит в состав Денятинского сельского поселения.

## География
Деревня расположена на берегу реки Картынь в 13 км на северо-восток от центра поселения села Денятино и в 33 км на северо-восток от города Меленки.

## История
Деревня впервые упоминается в окладных книгах Рязанской епархии 1676 года в составе Васильевского прихода, в ней было 12 дворов крестьянских.
В конце XIX — начале XX века деревня входила в состав Папулинской волости Меленковского уезда, с 1926 года — в составе Муромского уезда. В 1859 году в деревне числилось 27 дворов, в 1905 году — 31 дворов, в 1926 году — 49 дворов.
С 1929 года деревня входила в состав Абрамовского сельсовета Меленковского района, с 1940 года — в составе Папулинского сельсовета, с 2005 года — в составе Денятинского сельского поселения. 

## Население
| 1859 | 1905 | 1926 | 2002 | 2010 | 2021 |
| ---- | ---- | ---- | ---- | ---- | ---- |
| 143  | ↗173 | ↗212 | ↘7   | ↗9   | ↘4   |